# باشگاه والیبال گونزاگا میلان
باشگاه والیبال گونزاگا میلان (به ایتالیایی: Volley Gonzaga Milano) باشگاه حرفه‌ای والیبال مستقر در میلان ایتالیا است. این باشگاه در سال ۱۹۷۴ تأسیس و در سال ۱۹۹۸ منحل شد، اما در همین سال باشگاه ترمیم شد و در رده جوانان تیمداری را آغاز کرد و در حال حاضر در سری سی ایتالیا حضور دارد. میلان در سال‌های ۱۹۹۰ و ۱۹۹۲ قهرمان والیبال قهرمانی باشگاه های جهان شد.